# 四平陸軍戦車学校
四平陸軍戦車学校（しへいりくぐんせんしゃがっこう）とは、かつて満洲国四平にあった大日本帝国陸軍の軍学校（実施学校）のひとつである。

## 概要
機甲部隊将兵の教育訓練の拡充を目的として、陸軍公主嶺学校の戦車教導隊を基幹に「公主嶺陸軍戦車学校」が創設された。その後「四平陸軍戦車学校」に改称された。

## 前身
- 1939年（昭和14年）8月1日：陸軍公主嶺学校が創設される。
- 1940年（昭和15年）9月15日：『兵科廃止』[注釈 1][注釈 2][注釈 3][注釈 4]。

## 沿革
- 1940年（昭和15年）12月2日：陸軍公主嶺学校の戦車戦術教育部門・教導戦車隊を基幹に、「公主嶺陸軍戦車学校」を創設[注釈 5]。
- 1941年（昭和16年）
  - 5月24日：陸軍機甲本部長隷下に編入[注釈 6]。（ 陸軍騎兵学校は軽機甲、千葉陸軍戦車学校は中･重戦車、公主嶺陸軍戦車学校は総合機甲に教育を分担。）
  - 12月1日：学校の教導戦車連隊は、戦車第24連隊（四平楊木林）に改編[注釈 7]。（ 教導業務は、そのまま継続委託。）
- 1942年（昭和17年）11月：四平街に移転し「四平陸軍戦車学校」と改称。
- 1944年（昭和19年）7月6日：学校に動員下令[1]。教育部･研究部･材料廠の主力を戦車第30連隊（長・野口剛一 少佐：陸士47期）編成要員として本土へ転出。
- 1945年（昭和20年）：
  - 3月：千葉陸軍戦車学校における本土決戦要員教育を再開するため教官を転属。
  - 7月10日：残留人員･機材を軍隊化、独立戦車第9旅団（戦車第51･52連隊）に改編。（旅団長：北武樹 大佐：陸士27期）
  - 7月26日：閉鎖。

## 組織・教育区分
総合機甲部隊の運用および射撃の教育研究を担当 
- 本部
- 研究部
- 教育部　
  - 甲種学生：中隊長
  - 乙種学生：射撃・操縦
  - 丙種学生：通信
  - 丁種学生：初級将校
  - 戊種学生：操縦・通
  - 幹部候補生隊：各期 約200名
  - 下士官候補者隊：各期 約200名
- 教導連隊
  - 2コ中隊
- 材料廠

## 人事

### 歴代校長
- 富永恭次 少将（陸士25期）：1940年12月2日 - 1941年4月10日
- 星野利元 少将（陸士25期）：1941年4月10日 - 1942年9月1日　(＊1942年8月1日 中将 ）
- 名倉栞 少将（陸士26期）：1942年9月1日 - 1942年11月

　　　　＊1942年11月：移転。「四平陸軍戦車学校」と改称。補職学校名変更。
- 名倉栞 少将（陸士26期）：1942年11月 -1944年7月8日 (＊1943年3月9日 兼-教導戦車旅団長 ）（＊1944年6月 中将 ）
- （代理）池田末男 中佐（陸士37期）：1944年7月15日 - 1944年12月22日 （＊本務：四平陸軍戦車学校教官）
- （代理）北武樹 大佐（陸士27期）：1944年12月30日 - 1945年7月26日

### 歴代幹事
- 名倉栞 少将（陸士26期）：1940年12月2日 - 1941年7月7日

### 歴代教官
- 重見伊三雄 大佐（陸士27期）：1940年12月2日 - 1941年12月1日
- 当山弘道 大佐（陸士28期）：1940年12月2日 - 1942年8月1日
- 池田末男 中佐（陸士37期）：1941年11月25日 -1942年11月

　　＊1942年11月：移転。「四平陸軍戦車学校」と改称。補職学校名変更。
- 池田末男 中佐（陸士37期）：1942年11月 - 1944年12月22日 （＊1944年7月15日 ：四平陸軍戦車学校長 代理 ）
- 重見伊三雄 大佐（陸士27期）：1942年12月1日 - 1944年3月1日

### 研究主事
- 細見惟雄 大佐（陸士25期）：1939年8月1日- 1940年12月1日

### 教導戦車連隊長
- 玉田美郎 大佐（陸士25期）：1940年12月2日 - 1941年10月15日

　　＊ 1941年11月21日：教導戦車連隊は、戦車第24連隊に改編。教導業務は、そのまま委託継続。

### 学校 附
- 北武樹 大佐（陸士27期）： - 1945年7月26日

### 出身者
- 司馬遼太郎：1944年4月 - 12月[2]

## 所在地
- 公主嶺陸軍戦車学校：満州 公主嶺懐徳
- 四平陸軍戦車学校：満州 四平街